# Doppiare il capo
Doppiare il capo. Saggi e interviste (Doubling the Point) è una raccolta di saggi di J. M. Coetzee pubblicata in italiano presso Einaudi (fuori collana). Sono saggi e interviste su temi letterari, politici e sportivi. La raccolta italiana include anche alcuni saggi da White Writing: On the Culture of Letters in South Africa  (1988, 2007) e Giving Offense: Essays on Censorship (1996).

## Titoli dei capitoli
- L'inizio
- Intervista con David Attwell
- Samuel Beckett e le tentazioni dello stile
- Capitan America nella mitologia americana
- Appunti sul rugby
- Strutture triangolari del desiderio nella pubblicità
- Ricordi del Texas
- Confessione e doppio pensiero in Tolstoj, Rousseau, Dostoevskij
- Nella stanza buia: lo scrittore e lo Stato in Sudafrica
- Discorso di accettazione del Jerusalem Prize
- L'indolenza in Sudafrica
- Romanzo rurale e «plaasroman»
- Leggere il paesaggio sudafricano
- «L'amante di Lady Chatterley» e lo stigma della pornografia
- Zbigniew Herbert e la figura del censore
- Breyten Breytenbach e il lettore allo specchio
- Indignarsi
- In conclusione. Intervista con David Attwell[1]

## Edizione italiana
- J. M. Coetzee, Doppiare il capo, traduzione di Paola Splendore e Maria Baiocchi, Einaudi, 2011,  p. 269, ISBN 978-88-06-19922-7.